# Стилистика
Стили́стика — филологическая дисциплина, раздел языкознания, изучающая неодинаковые для разных условий языкового общения принципы выбора и способы организации языковых единиц в единое смысловое и композиционное целое (текст), а также определяемые различиями в этих принципах и способах разновидности употребления языка (стили) и их систему.
По учебнику русского языка (А. М. Земский, С. Е. Крючков, М. В. Светлаев), стилистика — учение о средствах языковой выразительности и условиях их использования в речи — и культура речи.
До сих пор предмет и задачи стилистики остаются спорным вопросом.
Существует, но не является полностью общепринятым разделение стилистики на литературоведческую и языковедческую (см. ниже). Языковедческая рассматривает функциональные стили речи, литературоведческая изучает систему образов, сюжет, фабулу и т. д. в отдельном произведении.
Б. В. Томашевский писал: «Стилистика является связующей дисциплиной между языкознанием и литературоведением».

## Основные категории
- Стиль
- Соотносительность способов языкового выражения
- Стилистическая окраска языковых единиц
- Стилевая норма
- Стилевые правила

## Разделы стилистики
- Теоретическая стилистика
  - Стилистика языковых единиц (стилистика ресурсов)
  - Стилистика текста
  - Стилистика разновидностей употребления языка (функциональная стилистика)
- Практическая стилистика

## Языковедческая стилистика
Языковедческая стилистика — наука о стилях речи, изучающая различные выразительные возможности языка — экспрессивные, оценочные, функциональные (коммуникативные, познавательные, эмоциональные, исторические).

### Учение о трёх «штилях»М. В. Ломоносова
Первый составляется из речений словенороссийских, то есть употребительных в обоих наречиях, и из словенских (древнеславянских), россиянам вразуметельных, но весьма обветшалых. Сим штилем составляться должны героические поэмы, оды, прозаические речи о важных материях…
Средний штиль состоять должен из речений, больше в российском употребительных… Сим штилем писать все театральные сочинения, в которых требуются обыкновенное человеческое слово к живому представлению действия. Стихотворные дружеские письма, сатиры, эклоги (идиллии, пасторали — стихи о пастушеской жизни) сего штиля больше должны держаться.
Низкий штиль принимает реченья, которых нет в словенском диалекте… Каковы суть — комедии, увесилительные эпиграммы, песни; в прозе — дружеские письма, описание обыкновенных дел. Простонародные низкие слова могут иметь в них место по рассмотрению.
— М. В. Ломоносов. Предисловие о пользе книг церковных в российском языке, 1758

### Современные функциональные стили речи
В современном русском языке принято выделять пять стилей:
- Разговорный стиль
- Научный стиль
- Официально-деловой стиль
- Публицистический стиль
- Художественный стиль

Каждому из этих стилей присущи свои особенности, отличающие его от других; так, например, для официально-делового стиля характерна стандартизация, включение в текст аббревиатур, сокращений, для научного — насыщенность терминологией (15—25 % текста), «сухость» языка изложения и т. д.
В стиле художественной литературы используются языковые средства, обладающие наравне с логическим смыслом ещё и экспрессивно-эмоциональным оттенком. К таким средствам относятся, например, тро́пы, помимо которых используются и другие конструкции: обращения, вводные и вставные конструкции, прямая речь, несобственно-прямая речь, многие односоставные и неполные предложения. Сильными средствами эмфатической интонации являются стилистические фигуры.
Поэзия практически невозможна без стилистических фигур, которые позволяют оценить повышение и понижение голоса, темп речи, паузы, словом — все оттенки звучащей фразы.
Человек, в процессе чтения игнорирующий стилистические фигуры и ориентирующийся лишь по знакам препинания, лишает себя всех тонкостей поэзии и, следовательно, не понимает глубины произведения.

### Стилистические фигуры
Стилистические фигуры (риторические фигуры) представляют собой особые синтаксические построения, служащие для усиления образно-выразительной функции речи.
Стилистические фигуры изучались такими филологами, как А. Н. Веселовский, Б. В. Томашевский и др.
Эти синтаксические построения можно разделить на 2 группы:
1. Конструктивные — фигуры, делающие синтаксические структуры более сбалансированными.
2. Деструктивные — фигуры, от которых идет обратный процесс («раскол» структур).

Из общей массы стилистических фигур выделяются 13 основных:
- Анафора
- Эпифора
- Параллелизм
- Антитеза
- Градация
- Инверсия
- Эллипсис
- Оксюморон
- Умолчание
- Риторический вопрос
- Риторическое восклицание
- Многосоюзие
- Бессоюзие